# Посматрачи Генералне скупштине Уједињених нација
Поред тренутних 193 земље чланице, Уједињене нације омогућава одређеном броју међународних агенција, ентитета, и земаља нечланица (до референдума 2002. године, пре пријема у чланство, Швајцарска је била такође земља посматрач). Посматрачи имају право да одрже говор на заседањима, али не и да гласају о резолуцијама. 
Земље нечланице су признате као суверени ентитети, као праве чланице. Имају право да поднесу захтев за приступ Генералној скупштини према својој вољи. Имају право пуног чланства тек после гласања у Савету безбедности. Почев од 2005, посматрачи су:

## Државе нечланице
- Ватикан
- Палестина

## Сталне међународне организације и други ентитети
Одређене међународне организације (као што је Лига арапских земаља, или Секретаријат Комонвелта), невладине организације, или Међународна поморска управа), и одређени ентитети чије стање/сувереност није прецизно дефинисано (Суверени војни ред Малте) имају обезбеђену сталну канцеларију у седишту Уједињених нација у Њујорку. Осигурано им је присуство на заседањима Генералне скупштине, осим ако не буду избачени.
- Афричка унија (некада Организација афричког јединства)
- Азијско-афричка правно-саветодавна организација (некада Азијско-афрички правно-саветодавни комитет)
- Карипска заједница
- Секретаријат Комонвелта
- Европска унија
- Међународни комитет Црвеног крста
- Међународна федерација друштава Црвеног крста и Црвеног полумесеца
- Међународна организација за миграције
- Међународна поморска управа
- Међународни суд за закон на мору
- Међународна унија за очување природе и природних ресурса (или Светска конзервациона унија)
- Интерпарламентарна унија
- Франкофонија
- Арапска лига
- Организација исламске конференције
- Суверени војни ред Малте

## Привремене међународне организације и други ентитети
Ове међународне организације, и невладине организације су позване да присуствују расправама Генералне скупштине. Могу бити избачене, или једноставно непозване на следеће заседање.
- Афричка, карипска и пацифичка група земаља
- Афричка банка за развој
- Агенција за забрану нуклеарног оружја у Латинској Америци и Карибима
- Андска заједница
- Азијска банка за развој
- Асоцијација карипских земаља
- Црноморска организација за економску сарадњу
- Интеграциони систем Централне Америке
- Организација за колективну безбедност
- Комонвелт независних држава
- Заједница земаља португалског говорног подручја
- Заједница независних држава
- Заједница Сахело-сахарских земаља
- Савет Европе
- Источноафричка заједница
- Економска заједница централноафричких земаља
- Економска заједница западноафричких земаља
- Организација за економску сарадњу
- Евроазијска економска унија
- ГУАМ
- Међуамеричка банка за развој
- Међународни за развој миграционе политике
- Међународни кривични суд
- Међународна кривична полиција
- Међународни развојни правни институт
- Међународна хидрографска организација
- Међународни институт за демократију и обезбеђивање избора
- Економски систем Латинске Америке
- Парламент Латинске Америке
- Организација америчких земаља
- Организација источнокарипских земаља
- Организација за економску сарадњу и развој
- Организација за безбедност и сарадњу у Европи
- Форум пацифичких острва
- Партнери у популацији и развоју
- Стални арбитрациони суд
- Шангајска организација за сарадњу
- Јужноазијска асоцијација за регионалну сарадњу
- Заједница севернооафричких земаља за развој
- Светска царинска организација, некада Царински савет за сарадњу